# Język mapudungun

Słówka mapudungun

Język mapudungun (od mapu „ziemia” i dungun „mowa”; inne nazwy: araukański, araukan, mapucze) – tubylczy język należący do rodziny języków araukańskich, używany w środkowej części Chile oraz zachodniej Argentynie przez członków grupy etnicznej Mapuche. Posługuje się nim blisko 260 tys. osób. Wywarł wpływ na słownictwo i fonologię języka hiszpańskiego w Chile.